# До (Столац)
До је насељено мјесто у општини Столац, Босна и Херцеговина.

## Становништво
|        | 2013.      | 1991.       | 1981.       | 1971.       |
| Укупно | 2 (100,0%) | 57 (100,0%) | 70 (100,0%) | 93 (100,0%) |
| Срби   | 1 (50,00%) | 57 (100,0%) | 70 (100,0%) | 92 (98,92%) |
| Остали | 1 (50,00%) | –           | –           | 1 (1,075%)  |